# لوردیسن
لوردیسن (به آلمانی: Lüerdissen) یک شهر در آلمان است که در هولتسمیندن واقع شده‌است. لوردیسن ۴۹۷ نفر جمعیت دارد.